# Cercosporella barnadesiae
Cercosporella barnadesiae är en svampart som beskrevs av Petr. 1950. Cercosporella barnadesiae ingår i släktet Cercosporella och familjen Mycosphaerellaceae.   Inga underarter finns listade i Catalogue of Life.